# 马西伊和德拉西
马西伊和德拉西（法語：Marcilly-et-Dracy，法語發音：[maʁsiji e dʁasi]）是法国科多尔省的一个市镇，属于蒙巴尔区。

## 地理
马西伊和德拉西（47°24'7"N, 4°29'59"E）面积8.65 平方千米，位于法国勃艮第-弗朗什-孔泰大區科多尔省，该省份为法国中东部省份，北起奥布省，西接涅夫勒省和约讷省，南至索恩-卢瓦尔省，东南接汝拉省，东临上索恩省，东北部与上马恩省接壤。
与马西伊和德拉西接壤的市镇（或旧市镇、城区）包括：阿尔奈苏维托、波桑日、圣蒂博、沃洛尼、维托。
马西伊和德拉西的时区为UTC+01:00、UTC+02:00（夏令时）。

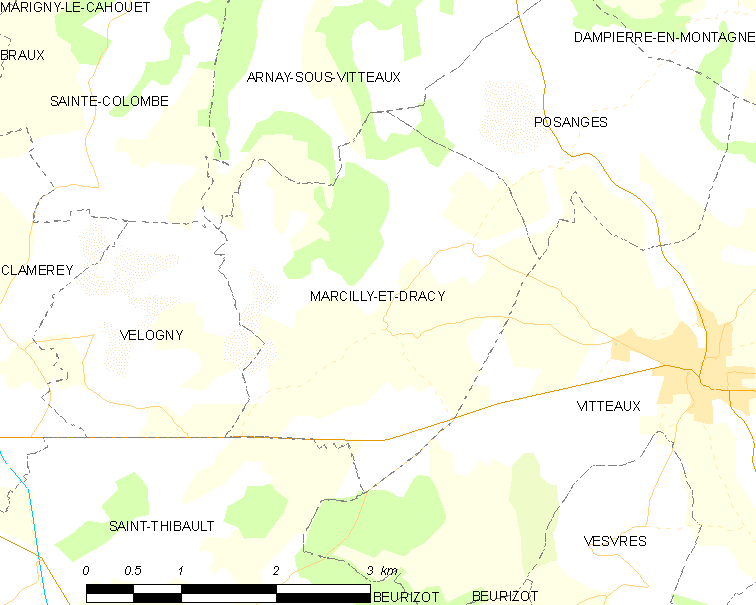
马西伊和德拉西的OSM定位图

## 行政
马西伊和德拉西的邮政编码为21350，INSEE市镇编码为21381。

## 政治
马西伊和德拉西所属的省级选区为欧苏瓦地区瑟米尔县。

## 人口

1962-2008年间马西伊和德拉西人口变化图示

马西伊和德拉西于2022年1月1日时的人口数量为86人。